# Bovaryzm

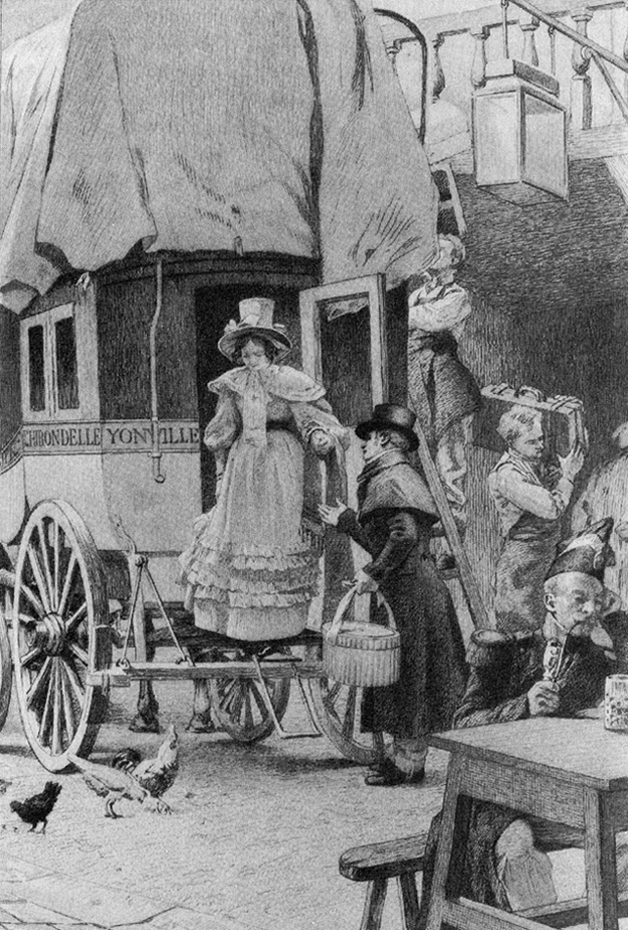
Emma Bovary na ilustracji Alfreda de Richemonta (1857-1911), wydanie z 1905 roku

Bovaryzm lub bowaryzm – poczucie lub stan niezadowolenia, charakterystyczne dla postaci Emmy Bovary, bohaterki powieści Gustawa Flauberta Pani Bovary. Jest to postawa rozczarowania wiążąca się z poczuciem niezgodności pomiędzy wyidealizowanym obrazem własnej osoby a rzeczywistością. Jednostki przejawiające taką postawę są wiecznie niezaspokojone, skłonne do egzaltacji i zachowań romantycznych, przy jednoczesnym deprecjonowaniu rzeczywistości.

## Etymologia
Określenie ‘bovaryzm’ jest rzeczownikiem nawiązującym do powieści Gustave'a Flauberta Pani Bovary. Zostało użyte przez Jules'a de Gaultiera w 1892 r.,  w jego pierwszej rozprawie – Le Bovarysme, la psychologie dans l’œuvre de Flaubert (Bovaryzm, psychologia w dziele Flauberta).
Czasownik bovaryser pojawił się po raz pierwszy we francuskim słowniku Le Grand Robert w 2014 r., i został on tam zdefiniowany jako „marzenia o innym losie, przeznaczeniu, bardziej od obecnego  satysfakcjonującym”.

## Definicje
Bovaryzm jest stanem frustracji, zarówno pod względem emocjonalnym, jak i społecznym, który występuje przede wszystkim wśród niektórych osób neurotycznych, prowadzącym do nieuzasadnionych i jednocześnie nadmiernych ambicji, a także do ucieczki w świat wyobraźni i literatury. To również stan, który dotyka bohaterkę powieści Flauberta, Emmę Bovary. Polega on na postrzeganiu rzeczywistości z perspektywy przeczytanych książek. Fakt, że światy fikcyjne nie są rzetelnym odwzorowaniem świata realnego, niesie ze sobą przede wszystkim rozczarowanie.
Według Flauberta, bovaryzm jest „zderzeniem ideałów romantycznych z miałkością zastanej rzeczywistości” oraz pewną „melancholią”.
W literaturze polskiej przykładem takiej postawy jest główna bohaterka Chama Elizy Orzeszkowej, Franka, oraz Emilia Korczyńska z Nad Niemnem Elizy Orzeszkowej. Temat został wykorzystany także w kinie, m.in. w Cezar i Rozalia Claude'a Sauteta, oraz Pani Bovary to ja Zbigniewa Kamińskiego.